# 胎记

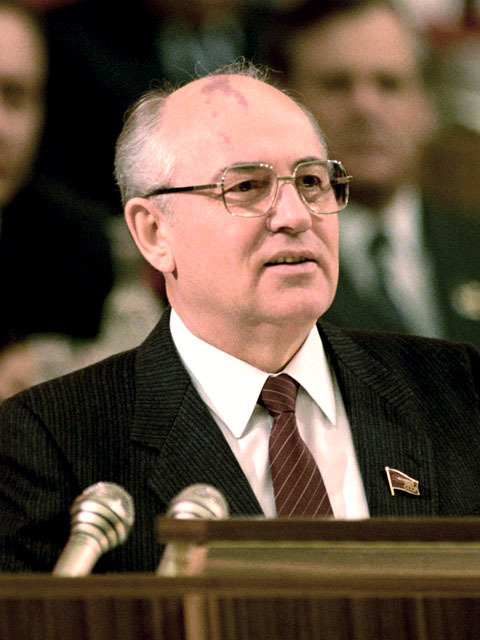
末任苏联共产党中央总书记戈尔巴乔夫头上有明显的胎记

胎记，指出生前在皮肤上形成的异常增生组织，其形状和颜色异于正常皮肤。胎记一般可分为色素型胎记及血管型胎记。胎记的发生原因目前还不是十分清楚。部分胎记可以遗传，如部分母亲与其子女会有相同的胎记。

## 有胎記的名人
- 周俊勳 - 围棋手，顏面有大片紅色胎記，得「紅面棋王」之稱。
- 戈尔巴乔夫 - 前蘇聯共產黨中央委員會總書記和蘇聯總統。